# Телефонний номер
Телефо́нний но́мер (також номер телефону; англ. phone number) — це послідовність цифр, що були присвоєні абоненту телефонної мережі, набравши котрі на телефоні, можна йому подзвонити (зателефонувати). Абонентський номер виділяється при укладенні договору про надання послуг телефонного зв'язку.

## Історія формату телефонного номера в Україні

### На початку 1990-х років
Після здобуття Україною незалежності система телефонних номерів України залишалася частиною єдиної системи телефонних номерів колишнього СРСР, код країни +7.
Телефонні коди населених пунктів України до запровадження в 2009 нового плану телефонних номерів мали вигляд 0ХХХХ, тобто перший нуль був частиною телефонного коду. Довжина телефонного коду була від 3 до 5 знаків (враховуючи перший нуль).
Довжина телефонних номерів була від 5 до 7 знаків за умови, що довжина телефонного коду разом з телефонним кодом була 10 знаків. Якщо в деяких населених пунктах використовувались телефонні номери різної довжини (наприклад, 6- та 7-значні), то при міжміських та міжнародних дзвінках на коротші номери між кодом населеного пункту та номером потрібно було вставляти "2", щоб загальна довжина телефонного коду та номера була 10 знаків.
| Таблиця форматів набору номера на початку 1990-х років |                       |
| Дзвонимо                                               | Правила набору номера |
| На стаціонарні в межах населеного пункту               | NNNNNNN               |
| На стаціонарні                                         | 8-0ХХ-NNNNNNN         |
| До Києва                                               | 8-044-NNNNNNN         |
| Всередині областей                                     | 8-2XX-NNNNNNN         |
| За кордон (країни колишнього СРСР)                     | 8-XXX-NNNNNNN         |
| За кордон (інші країни)                                | 8-10-Z-XXX-NNNNNNN    |
| З-за кордону (країни колишнього СРСР)                  | 8-0XX-NNNNNNN         |
| З-за кордону (інші країни)                             | +7-0XX-NNNNNNN        |

XX — Код населеного пункту, Z — Код країни, NNNNNNN — Телефонний номер

### Впровадження телефонного коду України (+380)
В січні 1995 р. Міжнародним союзом електрозв'язку Україні було призначено телефонний код країни +380.
Запровадження телефонного коду +380 було здійснено 16 квітня 1995 р. 
Використання старого коду +7 було завершено приблизно в жовтні 1995 р. 

Запроваджувалася довжина телефонного коду населеного пункту — від 2 до 4 знаків. Довжина телефонного коду населеного пункту разом з телефонним номером становить 9 знаків. 
Тимчасово, до запровадження нового плану нумерації в 2009 р., використовувалися телефонні коди у форматі 0XX та довжина телефонного коду разом з телефонним номером становила 10 знаків. 

| Таблиця форматів набору номера після запровадження телефонного коду України (+380) |                    |                                          |
| Дзвонимо                                                                           | Було               | Стало                                    |
| На стаціонарні в межах населеного пункту                                           | NNNNNNN            | NNNNNNN                                  |
| На стаціонарні                                                                     | 8-0XX-NNNNNNN      | 8-0XX-NNNNNNN                            |
| На мобільні                                                                        | 8-0YY-NNNNNNN      | 8-0YY-NNNNNNN                            |
| До Києва                                                                           | 8-044-NNNNNNN      | 8-044-NNNNNNN                            |
| Всередині областей                                                                 | 8-2XX-NNNNNNN      | 8-2XX-NNNNNNN                            |
| За кордон (країни колишнього СРСР)                                                 | 8-XXX-NNNNNNN      | 8-ХХХ-NNNNNNN, потім 8-10-Z-XXX-NNNNNNN  |
| За кордон (інші країни)                                                            | 8-10-Z-XXX-NNNNNNN | 8-10-Z-XXX-NNNNNNN                       |
| З-за кордону (країни колишнього СРСР)                                              | 8-0XX-NNNNNNN      | 8-0XX-NNNNNNN, потім 8-10-380-XX-NNNNNNN |
| З-за кордону (інші країни)                                                         | +7-0XX-NNNNNNN     | +380-XX-NNNNNNN                          |

XX — Код населеного пункту, YY — Код мобільного оператора, Z — Код країни, NNNNNNN — Телефонний номер

### Зміни порядку набору телефонних номерів усередині території України
У рамках другого етапу переходу України на нову систему телефонної нумерації в ніч з 13 на 14 жовтня 2009 року змінений формат міжміських та міжнародних номерів. З 14 жовтня міжміський префікс «8» змінений на «0», а міжнародний префікс «8-10» — на «00». Коди міст і мобільних операторів при цьому втратили першу цифру «0». Наприклад, для дзвінків до Києва з регіонів номер потрібно набирати у форматі «0 - гудок - 44 - номер абонента». Для міжнародного дзвінка до  Тбілісі — «0 - гудок - 0 - 995 - 32 - номер абонента». Крім того, в рамках зміни нумерації введено додатковий зональний код Київської області — «45».
| Таблиця форматів набору номера до та після 14 жовтня 2009 року |                    |                  |
| Дзвонимо                                                       | Було               | Стало            |
| На стаціонарні в межах населеного пункту                       | NNNNNNN            | NNNNNNN          |
| На стаціонарні                                                 | 8-0XX-NNNNNNN      | 0-XX-NNNNNNN     |
| На мобільні                                                    | 8-0YY-NNNNNNN      | 0-YY-NNNNNNN     |
| До Києва                                                       | 8-044-NNNNNNN      | 0-44-NNNNNNN     |
| Всередині областей                                             | 8-2XX-NNNNNNN      | 0-2XX-NNNNNNN    |
| За кордон                                                      | 8-10-Z-XXX-NNNNNNN | 00-Z-XXX-NNNNNNN |
| З-за кордону                                                   | +380-XX-NNNNNNN    | +380-XX-NNNNNNN  |

XX — Код міста, YY — Код мобільного оператора, Z — Код країни, NNNNNNN — Телефонний номер
Також вводиться в дію перший етап зміни екстрених номерів в Україні (другий етап передбачає перехід до європейської системи єдиного екстреного номера 112 до 2012 року). Так, з лютого 2009 року змінено правила набору номерів екстрених та довідкових служб. Детальна таблиця наведена нижче:
| Номери виклику екстрених служб   |                              |                             |
| Назва служби                     | Старий формат набору номерів | Новий формат набору номерів |
| Пожежна охорона                  | 01                           | 101                         |
| Поліція                          | 02                           | 102                         |
| Державна швидка медична допомога | 03                           | 103                         |
| Аварійна служба газової мережі   | 04                           | 104                         |

| Номери інформаційно-довідкових послуг телефонних мереж загального користування ВАТ «Укртелеком» |                              |                             |
| Назва служби                                                                                    | Старий формат набору номерів | Новий формат набору номерів |
| Інформаційно-довідкова послуга АМТС (МТС)                                                       | 70                           | 170                         |
| Приймання замовлень на розмови з населеними пунктами України                                    | 71                           | 171                         |
| Довідкова послуга замовлень розмов з населеними пунктами України                                | 72                           | 172                         |
| Довідкова послуга замовлень міжнародних розмов                                                  | 73                           | 173                         |
| Приймання замовлень на розмови з готелю                                                         | 74                           | 174                         |
| Приймання замовлень на міжнародні розмови                                                       | 79                           | 179                         |
| Довідкова послуга з надання номерів                                                             | 09                           | 109                         |
| Централізована служба бюро ремонту телефонів                                                    | 08(008)                      | 1508                        |

| Нові загальноукраїнські скорочені номери |                |
| Назва служби                             | Номер телефону |
| Довідка про скорочені номери             | 120            |
| Служба точного часу                      | 121            |
| Прогноз погоди                           | 122            |

## Форми запису телефонного номера
Для запису телефонних номерів існує багато рекомендацій. Найбільш поширеними у світі є рекомендація E.123 Міжнародного союзу електрозв'язку
 
та загальноприйнятий формат телефонних номерів фірми Microsoft
 
.
Розрізняють міжнародний формат запису телефонного номера, який містить код країни, код населеного пункту та телефонний номер та національний формат, який містить код населеного пункту та номер телефону.
Для запису українських телефонних номерів слід пам'ятати, що телефонний код країни для України: +380, телефонні коди населених пунктів не мають початкового нуля, міжміський префікс: 0.
| Запис телефонних номерів | |
| Телефонний номер         | Примітка |
| +380 44 123 45 67        | E.123, міжнародний формат: код країни, код населеного пункту та телефонний номер розділяється пропусками |
| (044) 123 45 67          | E.123, національний формат: міжміський префікс та код населеного пункту в дужках (через можливу плутанину потребує постійних додаткових роз'яснень, п. 2.8 ), телефонний номер відділяється від коду та розділяється пропусками |
| +380 (44) 1234567        | Microsoft, міжнародний формат: код країни, пропуск, код населеного пункту в дужках, пропуск, телефонний номер. |

Часто помилково записують телефонні номери, переносячи останній нуль із коду країни в код населеного пункту, наприклад:
+38 044 1234567 або +38 (044) 1234567. Такий запис є неправильним, тому що телефонний код України +380, а коди населених пунктів чи коди мереж рухомого зв'язку не можуть починатися на «0» чи «1».